# Heliomata cycladata
Heliomata cycladata là một loài bướm đêm trong họ Geometridae.

## Hình ảnh

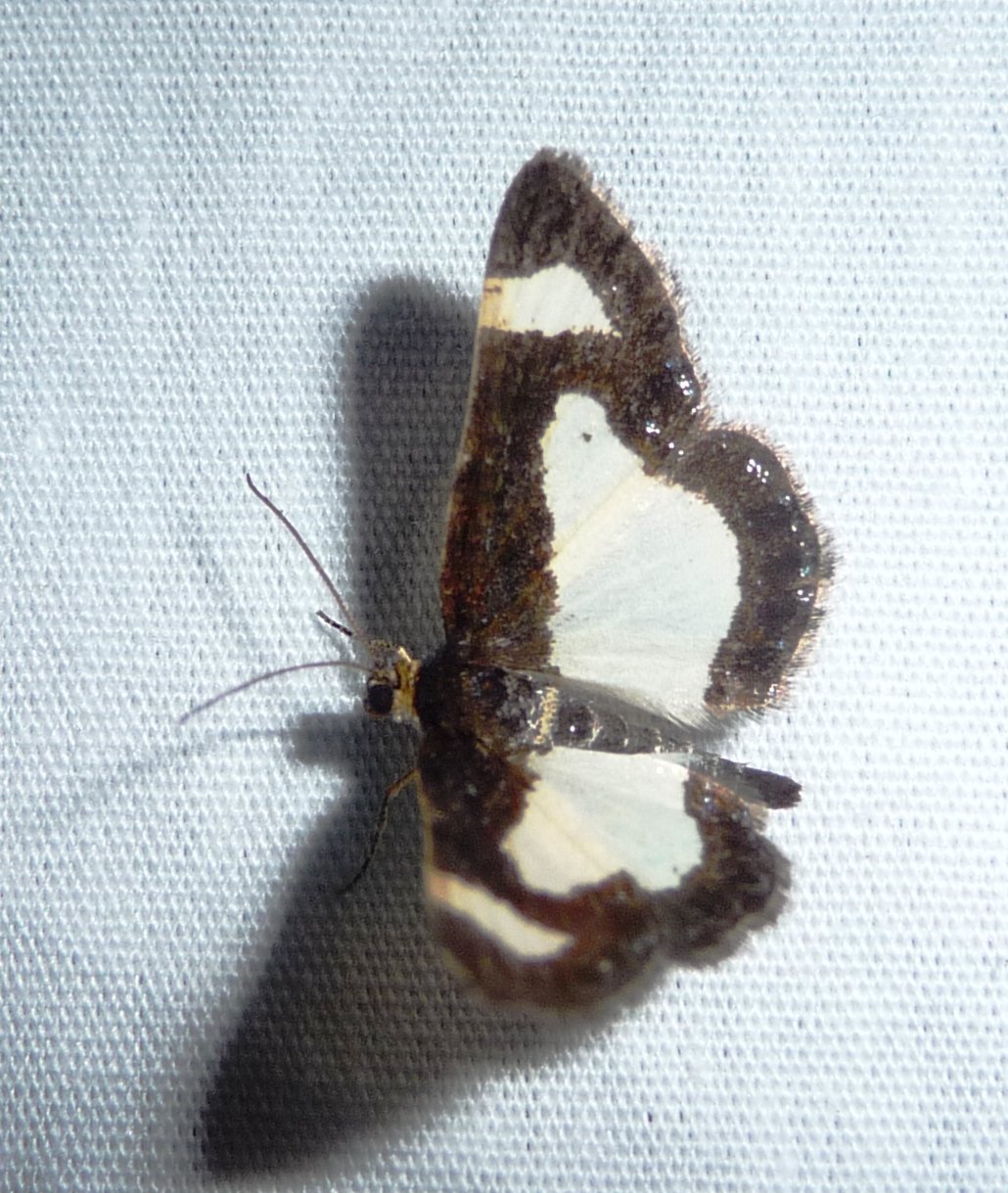
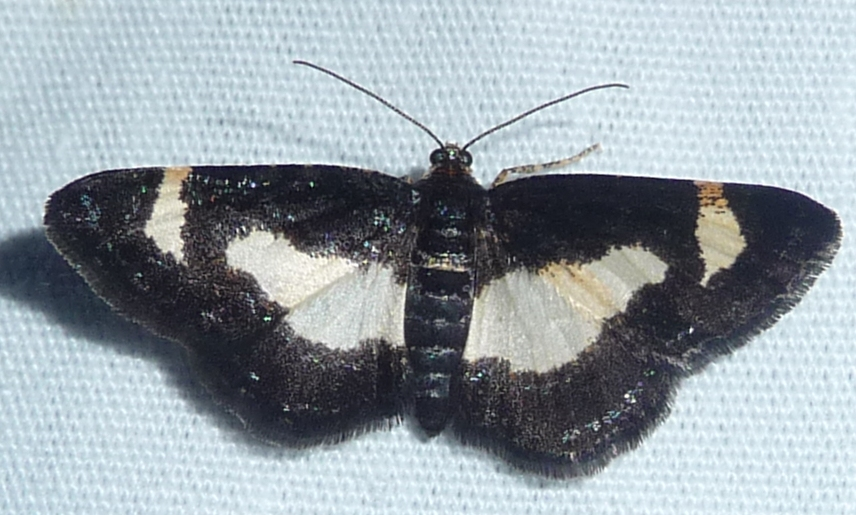